# Pepsyna
Pepsyna (ATC: A 09 AA 03) – czynna postać pepsynogenu, enzymu wydzielanego przez komórki gruczołowe (komórki główne) żołądka. W procesie trawienia pepsyna rozkłada białka do łańcuchów polipeptydowych.
Pepsyna jest składnikiem soku żołądkowego.
Jest enzymem z grupy endopeptydaz, występuje w soku żołądkowym człowieka i wielu gatunków zwierząt; wydzielany przez błonę śluzową żołądka w postaci nieczynnego proenzymu - pepsynogenu, który w środowisku kwaśnym (pH ok. 2) lub pod wpływem samej pepsyny (tzw. autoaktywacja) przechodzi w aktywną postać, hydrolizującą wiązania peptydowe powstałe z udziałem grup aminowych aminokwasów aromatycznych, kwaśnych oraz między leucyną i waliną. 
Z badań z roku 2015 wynika, że wbrew wcześniejszym poglądom, pepsyna jest także zdolna do hydrolizowania wiązań fosfodiestrowych kwasów nukleinowych, w efekcie czego ich trawienie rozpoczyna się w żołądku. Hydrolizie ulegają jedynie wiązania w niektórych sekwencjach nukleotydów, a produktem reakcji są oligonukleotydy zawierające grupę fosforanową na końcu 3'.
Pod wpływem bodźców dodatkowych (jak np. obecność pokarmu w żołądku, zakwaszenie błony śluzowej) następuje wzmożenie jej wydzielania; znajduje zastosowanie w leczeniu nieżytu żołądka, niedokwaśności, braku łaknienia.
Jest podstawowym składnikiem preparatu galenowego: Mixtura Pepsini.